# Elevador de serviço
Elevador de serviço é uma categoria de elevador geralmente destinado para trabalhadores do prédio - como empregadas domésticas, porteiros, entregadores - que frequentam o prédio, numa segregação social em relação aos moradores e visitantes de um prédio.

## Características
O elevador de serviço é uma categoria de elevadores de um prédio, distinguindo-se do elevador social. Normalmente, estatutos de prédios e condomínios asseguram em seu estatuto a diferenciação entre os elevadores, cabendo aos moradores e suas visitas o uso do elevador social, enquanto o elevador de serviço é destinado aos funcionários do prédio como porteiros, faxineiras, entregadores, carteiros, dentre outros profissionais que interagem com o prédio.

## Leis
No munícipio de São Paulo, pela Lei 11.995, de 16 de janeiro de 1996, proposta por Aldaíza Sposati (PT) e sancionada pelo prefeito Paulo Maluf (PP) proibiu a diferenciação das categorias de elevador.
Na época da aprovação da lei, a atriz Carolina Ferraz posicionou-se de maneira contrária a lei dizendo: "as coisas estão tão misturadas, confusas, na sociedade moderna. Algumas coisas, da tradição, devem ser preservadas. É importante haver hierarquia". E acrescentou que a lei era 'idiota' e que os vereadores possuíam 'coisas mais importantes para fazer'. A atriz Mariana Lima posicionou-se de maneira favorável à lei.
No estado de São Paulo, na Assembleia Legislativa de São Paulo (ALESP),  o deputado estadual Djalma Bom (PT) propôs que a lei municipal se estende-se para o estado como um todo. A lei foi sancionada no ano de 1999, pelo governador Mário Covas (PSDB).
Apesar do esforço estatal, há um descumprimento da lei no estado e na cidade ainda fazendo a diferenciação de categoria do elevador.
No ano de 2023, na cidade do Rio de Janeiro, foi proposta uma lei na Câmara Municipal do Rio de Janeiro, pelo vereador  Waldir Brazão (Avante) proibindo o uso das denominações "elevador social" e "elevador de serviço" na cidade. A lei foi sancionada pelo prefeito Eduardo Paes (PSD), multando quem descumprisse a lei no município. Uma outra lei de 2003 já proibia qualquer tipo de discriminação nos elevadores.

## Críticos
Algumas personalidades já posicionaram-se de maneira contrária a esta separação. O ator José de Abreu foi um deles. Abreu atribui essa separação ao passado escravocrata do Brasil.
O escritor Walcyr Carrasco em sua coluna na revista Época, atribui que "o elevador de serviço e o banheiro de empregada são uma das características que demonstram que o Brasil é um país preconceituoso."
Pesquisadores das mais diferente áreas - em sua maioria das ciências humanas - também acreditam que estas divisões na sociedade brasileira  demarcam o quanto país possui dificuldade em enfrentar as desigualdades sociais que acometem o país.